# إيدن شو
ايدن برادي (بالإنجليزية: Aiden Brady)‏ (المعروف أيضا باسم ايدن شو) اشتهر بكونه نجمًا لأفلام إباحية، فضلا عن مسيرته المهنية في الكتابة، والموسيقى وعرض الأزياء.

## المسيرة المهنية الإباحية
غير برادي اسمه إلى «شو» عندما بدأ العمل في مجال صناعة الأفلام المثلية الإباحية في بمطلع التسعينات، وظهر في أكثر من 50 فيلم. واعتزل برادي صناعة الأفلام الإباحية عام 1999. ولكن في عام 2004، لعب برادي دور البطولة فلم اباحي مثلي آخر مع شركة هوت هاوس.

## النشر الشخصي
في عام 1991، تعاون شو مع الفنان النيويوركي مارك بريد لإنتاج طبعة محدودة نشرها باسم ايدن. الكتاب شمل عدة صور شخصية لشو مع نصوص كتبها كل من بريد وشو، كشكل من أشكال الحوار.
ومع ذلك، لم يكتب شو روايته الأولى حتى العام 1996، باسم، وحشية. أيضا في عام 1996، نشرت ذا باد بريس مجموعة من قصائده، إن كانت اللغة في نفس الوقت تكوّن وتدمر أفكارنا وعواطفنا، كيف نتواصل مع الحب؟  كما كتب روايتان اخرتان هما: حدود (1997) و ضائع (2001)، وسيرة ذاتية باسم تراجعي (2006) والذي ناقش فيه علنا حياته في صناعة الجنس كونه نجمًا إباحيًا، وتعاطي العقاقير، والإصابة بفيروس نقص المناعة البشرية (شخص شو باصابته بفيروس نقص المناعة البشرية في عام 1997).

## مسيرته المهنية
وقع شو عقدًا للعمل عارضًا لدى كل من وكالة ساكسس موديل في باريس وسايث مانجمنت استوديو في برشلونة. صورّ شو من قبل جيامباولو سغورا لصالح مجلة هرقل الدولية. في عام 2013 كان شو هو وجه شركة الأزياء البولندية بايتوم. في عام 2014 ، شو سار على ممشى العرض لعرض أزياء بيرلوتي. قدم شو من قبل علامة ملابس رجالية نيوزيلندية، في حملة «أسلوب العمل» عن خريف وشتاء 2014. في عام 2016، استعاد شو اسم ولادته، كما واصل عرضه للعلامات التجارية الدولية مثل ماسيمو دوتي.

## روابط خارجية
- إيدن شو على موقع IMDb (الإنجليزية)
- إيدن شو على موقع ديسكوغز (الإنجليزية)
- إيدن شو على موقع قاعدة بيانات الفيلم (الإنجليزية)